# Иммуногенность
Иммуногенность — потенциальная способность антигена вызывать иммунный ответ вне зависимости от его иммунной специфичности. Степень иммуногенности зависит от трех групп факторов: молекулярных особенностей антигена, кинетики антигена в организме, реактивности макроорганизма.

## Факторы, влияющие на степень иммуногенности
На степень иммуногенности вещества влияют следующие факторы:
- Природа антигена. Высокой иммуногенностью обладают белки и углеводы. Нуклеиновые кислоты, липиды и другие органические вещества зачастую слабоиммуногенны и могут выступать в роли эффективных антигенов только в составе комплексных соединений.
- Размер молекулы вещества. С повышением молекулярной массы растёт иммуногенность. Для белков пороговый размер молекулы, при котором появляется иммуногенность, видимо, связан с появлением α-спиральной структуры. Молекулярная масса антигена влияет не только на формирование определённой вторичной структуры белка, но и на количество эпитопов и их разнообразие, что повышает валентность антигена и также влияет на степень его иммуногенности.
- Жёсткость структуры молекулы антигена, то есть способность сохранять определённую конфигурацию, увеличивает иммуногенность.
- Принадлежность антигенов к классам полимеров, свойственным высшим животным, увеличивает их иммуногенность для последних. В частности, полипептиды, состоящие из не свойственных позвоночным D-аминокислот, слабо иммуногенны для них. Предполагается, что это может быть связано с трудностью деградации этих веществ из-за отсутствия необходимых ферментов.